# گراهام باست
گراهام باست (انگلیسی: Graham Bassett؛ زادهٔ ۶ اکتبر ۱۹۶۴) بازیکن فوتبال اهل بریتانیا است.
از باشگاه‌هایی که در آن بازی کرده‌است می‌توان به باشگاه فوتبال هارتل پول یونایتد اشاره کرد.